# H. Richard Niebuhr
 (janvier 2023).
Si vous disposez d'ouvrages ou d'articles de référence ou si vous connaissez des sites web de qualité traitant du thème abordé ici, merci de compléter l'article en donnant les références utiles à sa vérifiabilité et en les liant à la section « Notes et références ».
Helmut Richard Niebuhr (1894–1962) est considéré comme l'un des plus importants éthiciens théologiques chrétiens en Amérique du XXe siècle, surtout connu pour son livre de 1951 Christ and Culture et son livre publié à titre posthume The Responsible Self. Frère cadet du théologien Reinhold Niebuhr, Richard Niebuhr enseigne pendant plusieurs décennies à la Yale Divinity School. Les deux frères sont, à leur époque, des figures importantes de l'école théologique néo-orthodoxe du protestantisme américain. Sa théologie (avec celle de son collègue de Yale, Hans Frei (en)) est l'une des principales sources de la théologie postlibérale, parfois appelée «école de Yale». Il influence des personnalités telles que James Gustafson, Stanley Hauerwas et Gordon Kaufman (en).

## Biographie
Niebuhr est né le 3 septembre 1894 à Wright City, Missouri, fils de Gustav Niebuhr, pasteur du Synode évangélique d'Amérique du Nord. Sa famille déménage à Lincoln, Illinois, en 1902 . Il est diplômé du Elmhurst College en 1912 et du Eden Theological Seminary en 1915. Il obtient plus tard une maîtrise de l'Université de Washington à Saint-Louis en 1918 et son doctorat en philosophie de l'Université de Yale en 1924.
Il commence sa carrière professionnelle comme journaliste à Lincoln en 1915 et 1916. Il est ordonné pasteur au Synode évangélique en 1916 et sert avec ce corps à Saint-Louis, Missouri, jusqu'en 1918. Le synode fusionne en 1934 avec l'Église réformée allemande aux États-Unis; formant l'Église évangélique et réformée qui fusionne en 1957 avec les Églises chrétiennes de la congrégation pour former l'Église unie du Christ. Pendant son séjour à Saint-Louis, il est membre et dirigeant de l'Église évangélique unie du Christ à Webster Groves, Missouri, et enseigne à l'Eden Theological Seminary de 1919 à 1924 et de 1927 à 1931. Entre 1924 et 1927, il est président du Elmhurst College. Il enseigne à Yale de 1931 à 1962, spécialisé en théologie et éthique chrétienne .
Niebuhr est décédé le 5 juillet 1962 à Greenfield, Massachusetts.

## Enseignements
Niebuhr se préoccupe tout au long de sa vie de la souveraineté absolue de Dieu et de la question du relativisme historique. Il considère Karl Barth et Ernst Troeltsch comme ses principales influences. Il accepte de Barth et de la néo-orthodoxie la transcendance absolue de Dieu. Il croit que Dieu est au-dessus de l'histoire, qu'il donne des ordres aux êtres humains et que toute l'histoire est sous le contrôle de ce Dieu. Niebuhr a souvent emprunté à la notion de Dieu de Paul Tillich. Il est à l'aise de décrire Dieu comme étant l'être-lui-même, l'unique ou le fondement de l'être. À cet égard, Niebuhr tient en quelque sorte un terrain d'entente entre la théologie dogmatique mais dialectique de Karl Barth et le libéralisme modifié à orientation philosophique de Paul Tillich.
Niebuhr est également préoccupé par le relativisme historique. Alors que Dieu peut être absolu et transcendant, les êtres humains ne le sont pas. Les humains font partie du flux et du mouvement du monde. Pour cette raison, la façon dont Dieu est compris n'est jamais permanente. Dieu est toujours compris différemment par les gens à différents moments de l'histoire et dans différents lieux sociaux. La théologie de Niebuhr montre une grande sensibilité à la façon dont les expressions de la foi diffèrent d'une communauté religieuse à l'autre. Sa pensée à certains égards anticipe les préoccupations des protestants libéraux actuels concernant le pluralisme et la tolérance. Cependant, dans Le Royaume de Dieu en Amérique (1937), il critique également l'évangile social libéral de l'époque, décrivant son message comme suit: «Un Dieu sans colère a amené des hommes sans péché dans un royaume sans jugement par les soins d'un Christ sans la croix".
Niebuhr est, de formation, un éthicien chrétien. À ce titre, sa plus grande préoccupation est de savoir comment les êtres humains se rapportent à Dieu, les uns aux autres, à leurs communautés et au monde. L'éthique théologique de Niebuhr peut être décrite, grossièrement, comme relationnelle. Son plus grand traité éthique est The Responsible Self, publié peu de temps après sa mort. Il devait être le prologue d'un livre beaucoup plus vaste sur l'éthique. Sa mort subite l'a empêché d'écrire cet ouvrage. Dans The Responsible Self, Niebuhr traite les êtres humains comme des agents de réponse. Les êtres humains sont toujours «en réponse» à une influence, qu'il s'agisse d'un autre être humain, d'une communauté, de l'ordre naturel ou de l'histoire, ou, surtout, de Dieu.

### Christ et culture
Son œuvre la plus célèbre est Christ and Culture (le Christ et la culture). Il est souvent mentionné dans les discussions et les écrits sur la réponse d'un chrétien à la culture du monde. Dans le livre, Niebuhr donne une histoire de la façon dont le christianisme a répondu à la culture. Il décrit cinq points de vue courants:
- Le Christ contre la culture. Pour le chrétien exclusif, l'histoire est l'histoire d'une église montante ou d'une culture chrétienne et d'une civilisation païenne mourante.
- Christ de la culture. Pour le chrétien culturel, l'histoire est l'histoire de la rencontre de l'Esprit avec la nature.
- Le Christ au-dessus de la culture. Pour le synthésiste, l'histoire est une période de préparation sous la loi, la raison, l'évangile et l'église pour une communion ultime de l'âme avec Dieu.
- Christ et culture en paradoxe. Pour le dualiste, l'histoire est le temps de la lutte entre la foi et l'incrédulité, une période entre le don de la promesse de vie et son accomplissement. (Beaucoup ont considéré que l'idée du frère de Niebuhr, Reinhold, s'inscrit dans cette catégorie).
- Le Christ transforme la culture. Pour le conversionniste, l'histoire est l'histoire des actions puissantes de Dieu et de la réponse de l'humanité à celles-ci. Les convertisseurs vivent un peu moins «entre les temps» et un peu plus dans le «maintenant» divin que les adeptes énumérés ci-dessus. L'éternité, pour le conversionniste, se concentre moins sur l'action de Dieu avant le temps ou la vie avec Dieu après le temps, et plus sur la présence de Dieu dans le temps. Le conversionniste s'intéresse donc plus à la possibilité divine d'un renouvellement présent qu'à la conservation de ce qui a été donné dans la création ou à la préparation de ce qui sera donné dans une rédemption finale.

## Travaux
- The Social Sources of Denominationalism (1929)
- The Kingdom of God in America (1937)
- The Meaning of Revelation (1941)
- Christ and Culture (1951)
- The Purpose of the Church and Its Ministry (1956)
- Radical Monotheism and Western Culture (1960)
- The Responsible Self (1963)
- Faith on Earth: An Inquiry into the Structure of Human Faith (1989).